# Mistrzostwa Bahamów w Lekkoatletyce 2013
Mistrzostwa Bahamów w Lekkoatletyce 2013 – zawody lekkoatletyczne, które odbyły się we Nassau 21 i 22 czerwca.

## Wybrane rezultaty

### Mężczyźni
| Konkurencja:               | 1. miejsce        | Rezultat |
| Bieg na 100 m              | Derrick Atkins    | 10,20    |
| Bieg na 200 m              | Trevorvano Mackey | 20,71    |
| Bieg na 400 m              | Ramon Miller      | 44,93    |
| Bieg na 800 m              | Andre Colebrook   | 1:51,67  |
| Bieg na 1500 m             | Oneil Williams    | 3:58,15  |
| Bieg na 110 m przez płotki | Shamar Sands      | 13,97    |
| Bieg na 400 m przez płotki | Jeffery Gibson    | 51,10    |
| Skok wzwyż                 | Ryan Ingraham     | 2,28 =PB |
| Skok w dal                 | Raymond Higgs     | 7,88     |
| Tróskok                    | Cameron Parker    | 15,75    |

### Kobiety
| Konkurencja:               | 1. miejsce          | Rezultat |
| Bieg na 100 m              | Sheniqua Ferguson   | 11,18    |
| Bieg na 200 m              | Anthonique Strachan | 22,32 PB |
| Bieg na 400 m              | Laniece Clarke      | 53,03    |
| Bieg na 800 m              | Te'shon Adderley    | 2:11,86  |
| Bieg na 100 m przez płotki | Krystal Bodie       | 13,57    |
| Bieg an 400 m przez płotki | Carlissa Russell    | 63,45 PB |
| Skok w dal                 | Bianca Stuart       | 6,61     |
| Trójskok                   | Tamara Myersr       | 12,92    |
| Pchnięcie kulą             | Racquel Williams    | 13,22    |
| Rzut oszczepem             | Carlene Johnson     | 40,49    |